# Aeroport d'Esperadinha
L'Aeroport d'Esperadinha (codi IATA: BVR, codi OACI: GVBR) va ser un aeroport d'ús públic situat vora Esperadinha, a l'illa Brava, Cap Verd. Va obrir en 1992 i va operar fins al 2004, quan va ser tancat a causa dels forts vents perillosos i perssistents. El seu servei d'aeroport fou transferit a l'illa de Fogo a l'aeròdrom de São Filipe, i juntament amb Santo Antão és l'única illa sense aeroport propi.